# Eurocontrol
Eurocontrol je Europska organizacija za sigurnost zračne plovidbe. Osnovana je 1963. godine kao međunarodna organizacija s ciljem stalnog, sve-europskog upravljanja zračnim prometom. Građanska je organizacija sa sjedištem u Bruxellesu i trenutno ima 42 država članica.
Eurocontrol koordinira i planira kontrolu zračnog prometa za cijelu Europu. To uključuje rad s državnim tijelima, davateljima usluga zračne plovidbe, civilnim i vojnim korisnicima zračnog prostora, zračnim lukama i drugim organizacijama. Njegove aktivnosti uključuje cjelokupni plovidbeni servis: strateški i taktički tijek upravljanja, kontrolu obuke, regionalnu kontrolu zračnog prostora, sigurnosno dokazane tehnologije i postupci te zbirke uputa zračne plovidbe. 

## Zemlje članice

#### Članice Eurocontrola,EUiECAC-a
- Austrija (1993.)
- Belgija (1960.)
- Bugarska (1997.)
- Cipar (1991.)
- Češka (1996.)
- Danska (1994.)
- Finska (2001.)
- Francuska (1960.)
- Hrvatska (1997.)
- Njemačka (1960.)
- Grčka (1988.)
- Mađarska (1992.)
- Irska (1965.)
- Italija (1996.)
- Litva (2006.)
- Luksemburg (1960.)
- Malta (1989.)
- Nizozemska (1960.)
- Poljska (2004.)
- Portugal (1986.)
- Rumunjska (1996.)
- Slovačka (1997)
- Slovenija (1995.)
- Španjolska (1997.)
- Švedska (1995.)
- Ujedinjeno Kraljevstvo (1960.)

#### Članice Eurocontrola iECAC-a izvanEU
- Albanija (2002.)
- Armenija (2006.)
- Bosna i Hercegovina (2004.)
- Makedonija (1998.)
- Moldova (2000.)
- Monako (1997.)
- Crna Gora (2007.)
- Norveška (1994.)
- Srbija (2005. kao Srbija i Crna Gora)
- Švicarska (1992.)
- Turska (1989.)
- Ukrajina (2004.)
- Island (2025)

### Značajnije ne-članice

#### EUi ECAC
- Estonija
- Latvija

#### ECAC
- Azerbajdžan
- Gruzija

## Vanjske poveznice
- Službena stranica
- History of EUROCONTROL  Arhivirana inačica izvorne stranice od 24. svibnja 2005. (Wayback Machine)
- SKYbrary: The single point of reference in the network of aviation safety knowledge
- "Being in control at Eurocontrol", članak u Crossroads
- Executive Overview: Jane's Air Traffic Control